# Eujuriniodes eva
Eujuriniodes eva är en tvåvingeart som beskrevs av Townsend 1935. Eujuriniodes eva ingår i släktet Eujuriniodes och familjen parasitflugor. Inga underarter finns listade i Catalogue of Life.